# Hemioslaria pima
Hemioslaria pima là một loài bướm đêm trong họ Noctuidae.